# Tethyshadros insularis
Tethyshadros insularis (Tethyshadros, "hadrosàurid del Thetys") és un gènere de dinosaure ornitòpode hadrosàurid que va viure a la fi del període Cretaci, fa aproximadament 70 milions d'anys entre el Campanià i Maastrichtià, en el que és avui Europa. El gènere va ser anomenat i descrit pel paleontòleg italià Fabio Marco Dalla Vecchia en 2009. Solament es coneix l'espècie tipus anomenada Tethyshadros insularis. El nom genèric fa referència a l'Oceà Tethys i a Hadrosauroidea. El nom especifico significa "insular" o "de les illes" en llatí, en referència que el lloc on fos oposat hauria pertangut a les Illa Adriàtic-Dinàric, una de la majors illes d'Arxipèlag europeu.